# Андрес Носіоні
Андрес Носіоні (ісп. Andrés Nocioni, 30 вересня 1979) — аргентинський баскетболіст.
Олімпійський чемпіон 2004 року, бронзовий призер 2008 року, учасник 2012, 2016 років.
Срібний призер Чемпіонату світу 2002 року.
Чемпіон Америки 2001, 2011 років, срібний призер 2003, 2015 років, бронзовий призер 1999 року.
Чемпіон Південної Америки 2001 року, срібний призер 1999 року.
Переможець FIBA Diamond Ball 2008 року, бронзовий призер 2004 року.